# Samsung Galaxy M40
El Samsung Galaxy A60 y el Samsung Galaxy M40 son phablets con Android fabricados por Samsung Electronics como parte de su línea de la serie Galaxy A de quinta generación y la línea de la serie Galaxy M de primera generación. Los teléfonos cuentan con Android 9 (Pie) con la máscara One UI patentada de Samsung, 64 o 128 GB de almacenamiento interno y una batería de 3500 mAh. El A60 se comercializa en China, mientras que el M40 se comercializa en India y otros países. El A60 y el M40 son idénticos excepto por los colores, el precio, la RAM y las bandas LTE. El A60 se presentó el 17 de abril de 2019, mientras que el M40 se presentó el 11 de junio de 2019.

## Especificaciones

### Hardware
Los Samsung Galaxy A60 y M40 tienen una pantalla PLS-TFT Infinity-O de 6.3” FHD+ (1080×2340) con un corte circular para la cámara frontal, similar al Galaxy S10. Los teléfonos tienen versiones de 4 GB y 6 GB de RAM (6 GB solo para el A60) y tienen 64 GB o 128 GB de almacenamiento interno que se puede expandir a 512 GB a través de una ranura para tarjetas microSD. Los teléfonos miden 155,3 × 73,9 × 7,9 mm (6,11 × 2,91 × 0,31 pulgadas) y pesan 168 g, con una batería de 3500 mAh.
Los teléfonos también tienen una ranura para doble SIM y admiten carga de 15 W con Qualcomm Quick Charge 2.0 a través de USB-C.

#### Cámara
Los teléfonos tienen una cámara de triple lente que consiste en una lente gran angular de 32MP f/1.7, una lente ultra gran angular de 8MP f/2.2 y un sensor de profundidad 3D de 5MP.
La cámara de triple lente puede crear un efecto bokeh a través del sensor de profundidad 3D. Hay una cámara para selfies de 16MP f/2.0. La cámara también cuenta con la tecnología de optimización de escenas de Samsung que reconoce 20 escenas diferentes y ajusta automáticamente la cámara.
Los teléfonos también pueden grabar videos 4K a través de la aplicación de la cámara.

### Software
Los Samsung Galaxy A60 y M40 ejecutan Android Pie con la capa de personalización One UI de Samsung que reposiciona el área táctil en las aplicaciones de Samsung hacia abajo, lo que hace que la interfaz sea más fácil de usar con una sola mano con una pantalla grande. Las características incluyen Bixby, Google Assistant, Samsung Health y Samsung Pay, aunque el botón Bixby no está incluido.

## Recepción
Los teléfonos A60 y M40 recibieron críticas mixtas. SamMobile elogió el diseño, el rendimiento y la duración de la batería, pero lamentó la falta de un conector para auriculares de 3,5 mm y el uso de un panel LCD en lugar de un AMOLED mientras criticaba el precio y concluyó que el M40 «es un teléfono que realmente no debería existir» por ser una alternativa más cara del A50. También señaló que la grabación de video era un punto fuerte junto con la lente ultra gran angular, pero las cámaras tenían problemas cuando había poca luz. El software también fue criticado por carecer de funciones. GSMArena les dio a ambos un 3.3/5, con quejas similares sobre la cámara y la pantalla.